# 200-talet f.Kr. (decennium)

## Händelser
- 218-201 f.Kr. - Andra puniska kriget utkämpas.
- Det första mätandet av avståndet mellan jorden och solen utförs av Eratosthenes (omkring detta årtionde).

## Födda
- Omkring 203 f.Kr. – Polybios, grekisk militär, historiker och författare.

## Avlidna
- 203 f.Kr. – Quintus Fabius Maximus, romersk politiker och fältherre.